# 怨仇号航空母舰
怨仇號航空母艦（英語：HMS Implacable，舷號R86）是第二次世界大戰期間為英國皇家海軍建造的兩艘同級航空母艦之一，也是該級的命名艦。她於 1944年完工後，最初被分配至本土艦隊(Home Fleet)，並在該年剩餘的時間內攻擊挪威的目標。隨後被調派至英國太平洋艦隊(BPF)，在1945年對日本的特魯克(Truk)海軍基地及日本本土目標發動攻擊。在日本投降後，該艦被用於遣返獲釋的盟軍战俘及士兵。1946年，怨仇號返回英國，並成為本土艦隊的甲板降落訓練航母，該職務一直持續到1950年。她在1950年短暫擔任本土艦隊的旗艦，期間參與了多次演習，並訪問了西歐的多個港口。1950年，她被編入後備艦隊，並於1952年改裝為訓練艦，成為本土艦隊訓練中隊的旗艦。1951至1952年間，英國海軍曾考慮對她進行大規模現代化改裝，但最終因費用過高且耗時過長而作罷。怨仇號於1954年退役，並在次年作為廢鐵出售並拆解。

## 設計細節

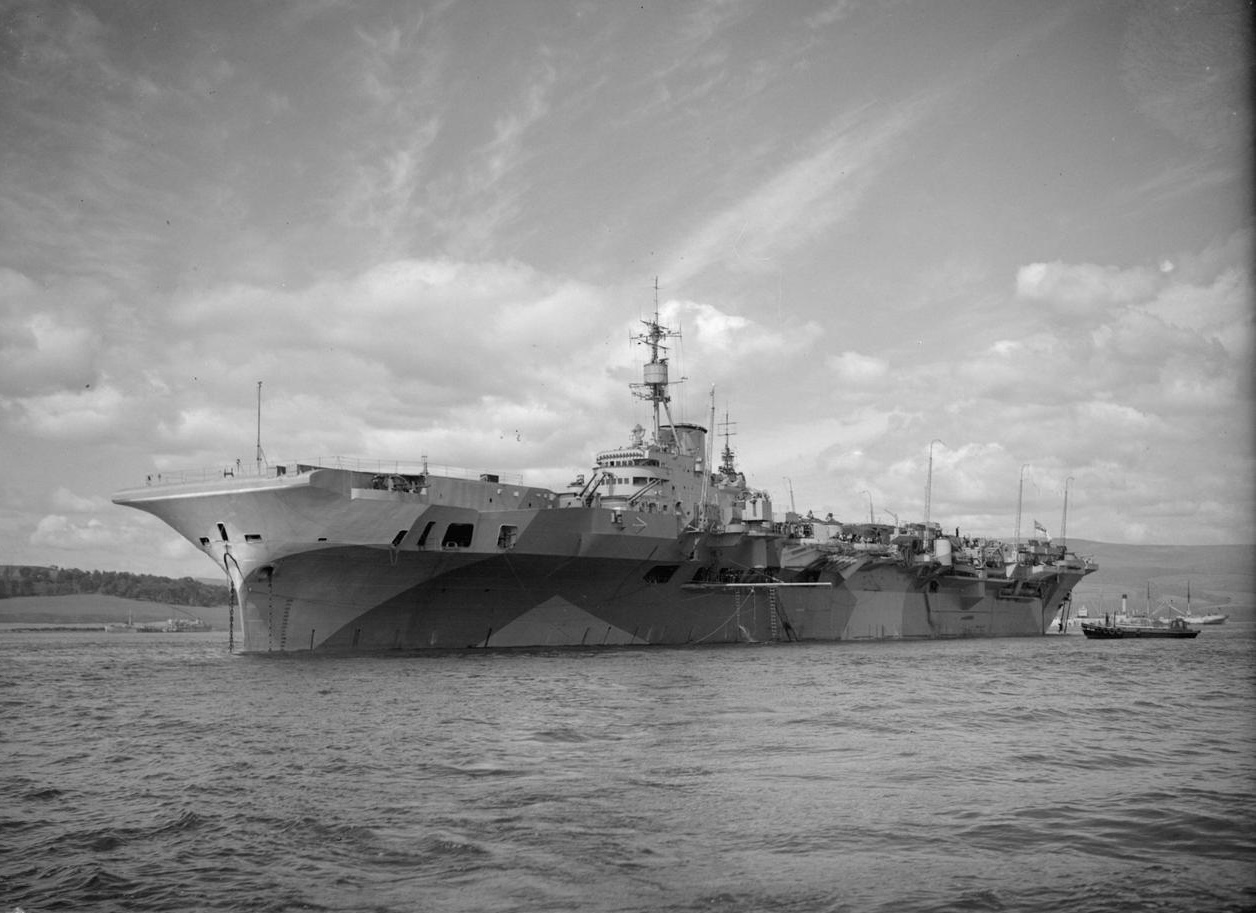
1944年6月14日，怨仇號停泊在格里諾克

怨仇級航空母艦的設計起源於1938年海軍建造計畫，作為光輝級航母的改進版本。設計目標是比光輝級快2節，並且在減少裝甲保護的情況下增加12架飛機，以確保符合《華盛頓海軍條約》所允許的23,000噸標準排水量。

### 尺寸與排水量
怨仇號全長766英尺6英寸（233.6米），水線長730英尺（222.5米）。水線寬度為95英尺9英寸（29.2米），滿載吃水29英尺4英寸（8.9米）。該級航母超重嚴重，滿載排水量達32,110長噸（32,630噸）。完成建造時，該艦的艦體初始穩度高度為4.06英尺（1.2米），滿載時則為6.91英尺（2.1米）。怨仇號的艦員編制約為2,300人，包括軍官及水手(1945)。

### 動力與航速
本級艦裝備四組帕森斯齒輪傳動式蒸汽渦輪機，每組驅動一條傳動軸，蒸汽則來自八座海軍部三鼓鍋爐。設計總輸出功率為148,000軸馬力（110,000千瓦），預計最高航速為32.5節。怨仇號在海試時達到了31.89節，輸出功率151,200軸馬力（112,700千瓦）。最大燃油載量為4,770噸，續航力為6,720海里(20節情況下)。

### 飛行甲板與航空設備
該艦的裝甲飛行甲板長760英尺(231.6米)，最大寬度為102英尺(31.1米)。前部飛行甲板裝備了一具液壓飛機彈射器。怨仇級航母在中央軸線上設有兩部升降機，前部升降機尺寸為45×33英尺(13.7×10.1公尺)，僅服務於上層機庫，而後部升降機則為45 × 22英尺(13.7×6.7公尺)，可服務於上下兩層機庫。
上層機庫長458英尺(139.6公尺)，下層機庫長208英尺(63.4公尺)，最大寬度皆為62英尺(18.9公尺)。但兩層機庫的高度均僅為14英尺，無法容納租借法案提供的F4U戰鬥機以及許多戰後飛機與直升機。設計上，本級艦可在機庫內存放48架飛機，但透過使用永久性甲板停機區(deck park)，最多可搭載81架飛機。此外，額外的機組人員、維護人員及相關設施皆設置於下層機庫內。本級艦的航空燃油儲備量為94,650英制加侖(430,300升)。

### 武裝
怨仇號的主武裝由16門4.5英吋Mk Ⅲ型雙用途速射砲組成，安裝於8座雙聯裝砲塔內，分別配置在船體兩側的舷側炮台(sponsons)，每側4座。與光輝級航空母艦不同，本艦的砲塔頂部為平坦設計，與飛行甲板齊平，被命名為RP10 Mark Ⅱ BD(below deck)砲塔。這款4.5英吋砲的最大射程為20,760碼(18,980 公尺)。

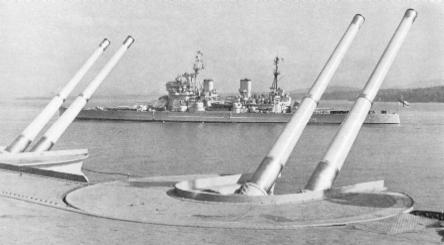
配備RP10 Mark Ⅱ BD(below deck)砲塔的4.5英吋/45 Mark Ⅲ型火砲，背後可見一艘安森號戰艦。

本艦的輕型防空武裝包括5座八聯裝QF 2磅“砰砰”防空砲，其中 2 座位於艦橋前方的飛行甲板上，1座安裝在艦橋後部，另外2座設於左舷的炮內。此外左舷炮塔上還裝有1座四聯裝2磅砲。2磅砲的最大射程為6,800碼（6,200 公尺）。
本艦還配備61門20毫米厄利孔機砲，其中包括19門單裝與21門雙聯裝機砲。厄利孔機砲的最大射程為4,800碼(4,400 公尺)，但在太平洋戰區服役時，20毫米彈藥難以在敵機撞上前將其摧毀，因此部分厄利孔機砲被40毫米博福斯防空砲取代。博福斯砲的最大射程為10,750碼(9,830公尺)。
1945年加入英國太平洋艦隊前，怨仇號額外加裝了2座四聯裝「砰砰」機砲。戰爭結束時，本艦的防空武裝包括4門單裝博福斯機砲、17門雙聯裝和17門單裝厄利孔機砲。至1946年4月，防空武裝縮減為12門博福斯機砲、8門雙聯裝和14門單裝厄利孔機砲。

### 雷達與電子設備
本艦裝備277型水面搜索／測高雷達(安裝於艦橋頂部)與293型目標指示雷達(安裝於前桅)。此外，本艦配備279型及281B型早期預警雷達，類似於二戰末期勝利號所使用的系統。主砲射控系統還搭載282型與285型射擊指揮雷達。

### 裝甲防護
怨仇號航空母艦的飞行甲板被3英吋(76毫米)厚的裝甲保護。機庫側壁裝甲厚度為1.5英吋至2英吋(38至51毫米)，機庫兩端則由2英吋(51毫米)厚的隔艙保護。機庫甲板的裝甲厚度則介於1.5至2.5英吋(38至64毫米)之間。
本艦的水線裝甲帶厚度為4.5英吋(114毫米)，但僅覆蓋艦體的中央部分。裝甲帶的首尾由1.5至2英吋(38至51毫米)厚的隔艙封閉。水下防護系統與光輝級類似，採用了液體與空氣隔艙的多層防護設計。
4.5英吋主砲的彈藥庫設置於裝甲艙外，其裝甲保護包括2至3英吋(51至76毫米)厚的頂部、4.5英吋(114毫米)厚的側壁與1.5至2英吋(38至51毫米)厚的端壁。

## 艦歷

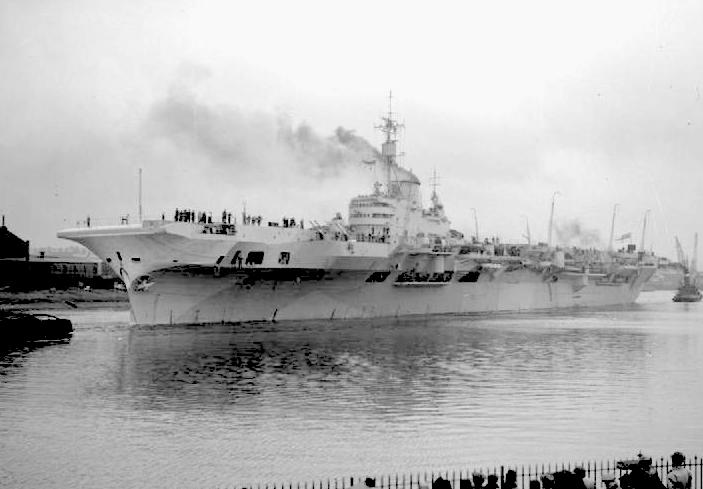
1944，怨仇號在克萊德河

### 建造與服役初期
- 開工：1939年2月21日，由費爾菲爾德造船工程公司在克萊德河畔(Clydeside)船廠動工建造，編號為672號船塢。
- 暫停建造：1940年至1941年間，為優先建造在大西洋戰役中更急需的艦艇，該艦的建造工程被暫停。
- 下水：1942年12月10日，由伊丽莎白二世主持下水儀式。
- 艦長任命：1943年11月，拉克倫·麥金托什(Lachlan Mackintosh)上校被任命為艦長。[5]
- 服役與試航：1944年5月22日服役，開始進行海試，然而試航期間發現大量需要修正的問題，因此直到8月28日才正式完工。

### 歐洲戰區行動(1944年)

#### 編入本土艦隊：
- 怨仇號被分配至本土艦隊，並在接下來幾個月內進行戰備訓練。

#### 艦載機登艦：
- 9月10日，第1771中隊的螢火蟲式戰鬥機登艦。[17]
- 9月下旬，第828與841中隊的梭魚式魚雷轟炸機登艦，組成第2海軍魚雷轟炸機聯隊（2nd Naval TBR Wing）。[18]

#### 搜索鐵必制號戰艦：
- 10月16日，怨仇號從斯卡帕灣出發，搜尋已離開喀峽灣(Kåfjord)的德國戰艦鐵必制號。當天，第24海軍戰鬥機聯隊（24th Naval Fighter Wing）所屬的海火式戰鬥機(887與894海軍航空隊)登艦。[19]
- 10月18日，其螢火蟲式戰機在特羅姆瑟附近的哈科亞島發現該戰艦。由於航母上未搭載單座戰鬥機護航，無法發動攻擊，但其艦載機攻擊並損壞了一艘貨船，然後返回基地。[17]

#### 加入「運動作戰」（Operation Athletic）：
- 10月下旬，參與挪威海岸的行動，艦載機擊沉6艘敵艦，並擊傷一艘德軍潛艇。[20]
- 這次作戰是英國皇家海軍在戰時最後一次進行的魚雷攻擊，唯一的損失為一架梭魚魚雷轟炸機。[21]
- 指揮權交接：11月1日，查爾斯 休斯-哈萊特（Charles Hughes-allett）艦長接任指揮。

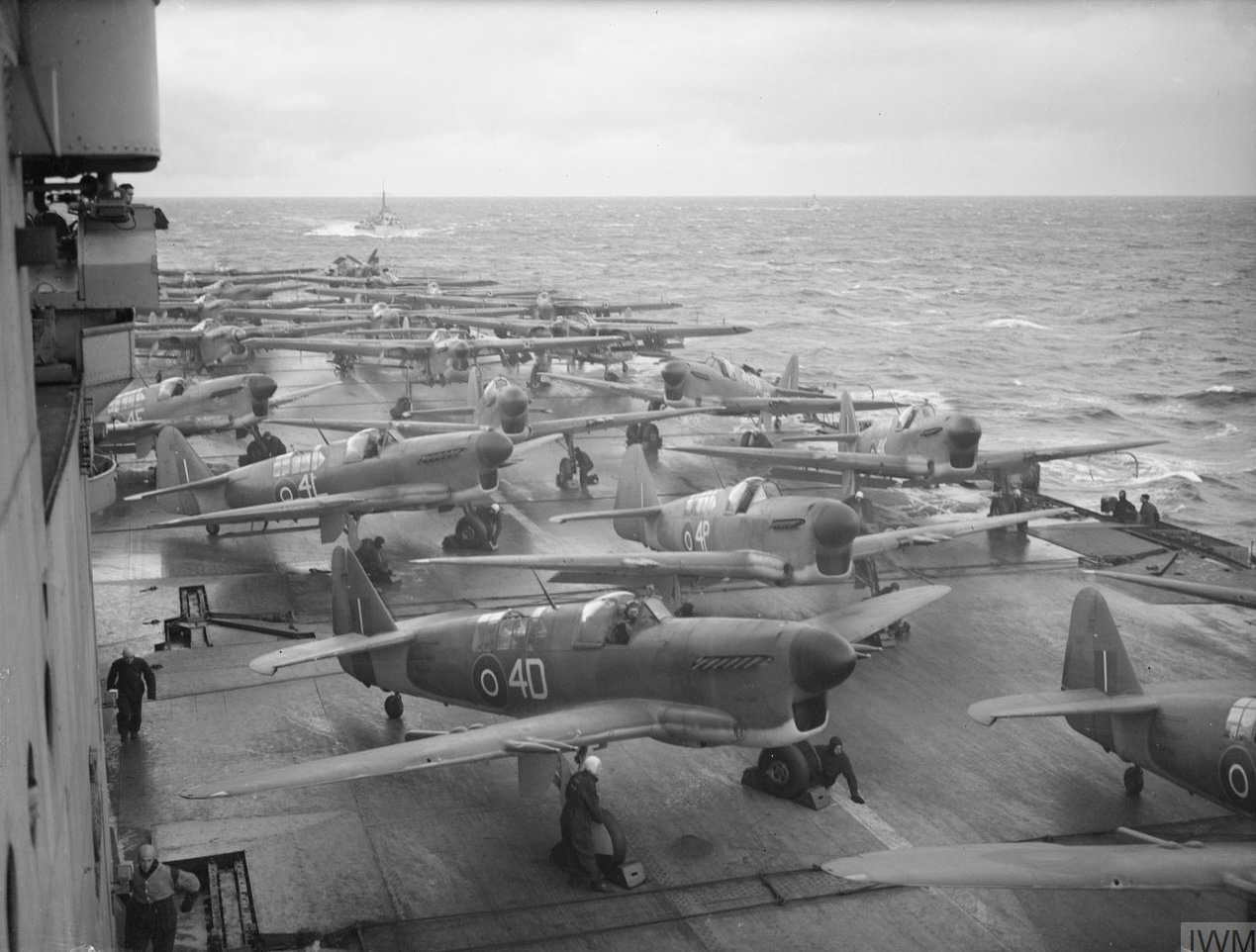
1944年11月26日，英國皇家海軍艦隊航空隊的螢火蟲式(1771中隊)、梭魚式(828中隊)和超級海火式(880中隊)在怨仇號的飛行甲板上暖機，準備對挪威阿爾滕峽灣(Alten Fjord)入口處的敵方船隻發動攻擊。

#### 艦載機更換：
- 11月8日，第30海軍戰鬥機聯隊(801與880海軍航空隊)的海火式戰機取代了原本的梭魚魚雷轟炸機。[22]
- 11月11日至21日，海火式戰機為護航航母提供空中掩護，執行佈雷任務。

#### 「先見作戰」（Operation Provident）：
- 11月22日，本土艦隊總司令亨利·魯斯文·摩爾海軍上將(Henry Ruthven Moore)登艦，怨仇號出發搜索在阿爾斯滕島附近的德軍船隊[17]。由於惡劣天候，艦載機直到11月27日才出擊，但他們找到了護航隊並誤擊包括參宿七號商船和十字峽號兩艘商船，並重創六艘其他船隻。參宿七號當時被德軍用作戰俘運輸艦，擊沉事件導致超過2,500名盟軍戰俘喪生，這是挪威在第二次世界大戰期間最大的一次單一事件悲劇，也是挪威歷史上最嚴重的災難之一。[23][24]
- 11月29日返回斯卡帕灣，摩爾上將降旗，但副總司令弗雷德里克·達勒姆普·漢密爾頓（Frederick Dalrymple-Hamilton）於12月6日登艦，指揮「都市作戰」（Operation Urbane）[17]。

#### 「都市作戰」（Operation Urbane）：
- 12月，其螢火蟲戰機協助擊沉一艘德軍掃雷艦。
- 12月9日，達勒姆普·漢密爾頓將旗移交至其他艦艇。

#### 改裝準備轉調太平洋戰區：
- 12月15日，怨仇號抵達羅塞斯進行改裝，重點為加強輕型防空武裝，以適應太平洋戰場環境。

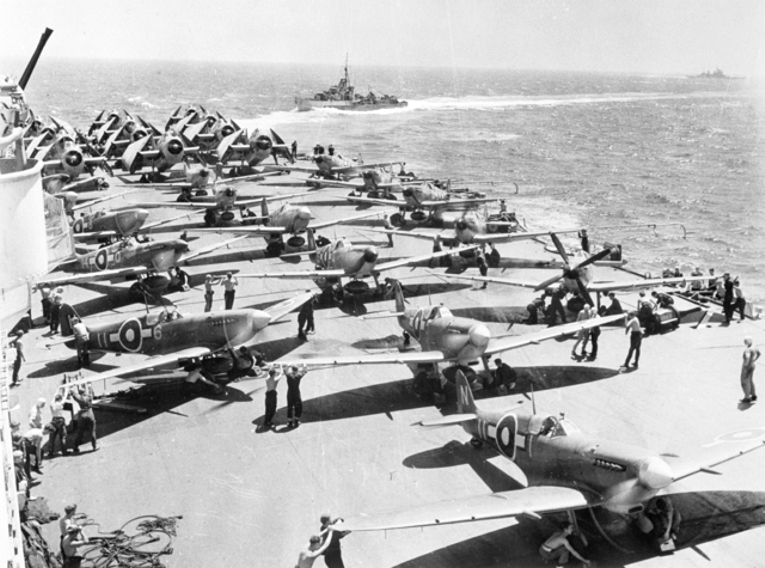
1945年，艦隊航空兵的復仇者式、海火式和螢火蟲式戰機在怨仇號上熱機，準備起飛。

### 太平洋戰區行動(1945年)

#### 改裝後的艦載機組成（1945年3月10日）：
- 48架海火式戰鬥機
- 21架TBF復仇者式轟炸機
- 12架螢火蟲戰機

(這是英國航母當時最大規模的空中部隊)

#### 航行至太平洋：
- 3月16日啟程，3月25日抵達埃及塞得港。通過苏伊士运河時，因強風觸底擱淺，經過5小時才由拖船拖離，幸無損傷。
- 5月8日(歐戰勝利日，V-E Day)抵達澳洲雪梨。[25]

#### 參與「囚徒作戰」（Operation Inmate）：
- 6月14日，攻擊特魯克(Truk)海軍基地，兩天內執行113架次出擊，僅損失1架海火式戰機。[26]
- 6月30日，第8航母航空大隊(8th Carrier Air Group)成立，併入第24海軍戰鬥機聯隊(No. 24 Naval Fighter Wing)，統一指揮怨仇號上的所有航空部隊。[27]

#### 參與對日本本土的空襲（7月–8月）：
- 7月17日，派出8架螢火蟲式與12架海火式攻擊東京北部目標，因天候不佳，僅螢火蟲式戰機成功尋獲目標。
- 7月24–25日，攻擊大阪及內海地區，重創海鷹號航空母艦。[28]
- 7月28日與30日，擊沉沖繩號海防艦。由於天氣惡劣、艦隊補給需求，以及8月6日美國使用原子彈轟炸廣島，導致接下來的空襲行動延後至8月9日才恢復。
- 8月9–10日，艦載機對本州北部及北海道發動攻擊，執行94架次海火式出擊、14架次螢火蟲式出擊。擊沉兩艘軍艦、多艘運輸船，並摧毀多輛鐵路機車及地面飛機。[29]

#### 結束戰爭行動：
- 8月12日，怨仇號與英國太平洋艦隊其他主力艦艇撤回馬努斯島，準備參與11月的「奧林匹克行動」（Operation Olympic，即九州登陸作戰）。[30]

自7月抵達太平洋戰區以來，其艦載機累計執行超過1,000架次出擊。

### 戰後

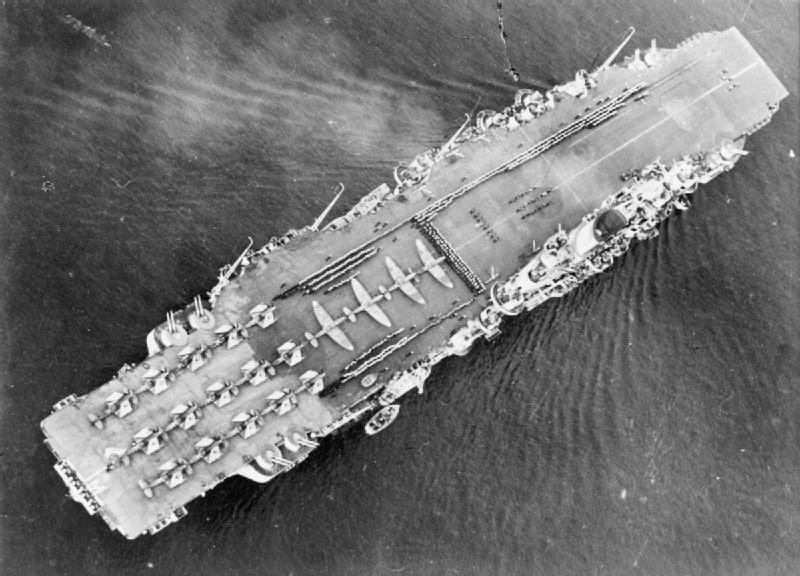
怨仇號在戰爭結束後抵達悉尼的鳥瞰圖

#### 戰後運輸任務（1945–1946）：
- 1945年8月24日，怨仇號抵達雪梨，並改裝機庫以容納戰俘與士兵進行遣返。為了最大化搭載人數，她將艦載機隊留在當地
- 9月25日抵達马尼拉，運送2,000多名英國、美國與加拿大戰俘。
- 10月5日，她在珍珠港卸下美軍戰俘，並於10月11日抵達溫哥華，交付英國與加拿大籍乘客。怨仇號在當地開放公眾參觀一週後，啟程前往香港，接載數百名戰俘，再次前往馬尼拉，運送2,114名乘客至婆羅洲巴里巴板，供轉運回英國。之後，她搭載2,126名澳洲陸軍第7師官兵及裝備返回澳洲，於11月17日抵達雪梨。
- 12月8日，她再度出航前往巴布亚新几内亚，接載更多返國士兵，並於聖誕節前返回雪梨，隨後拆除額外增設的床位等設施，以恢復作戰狀態。[31]

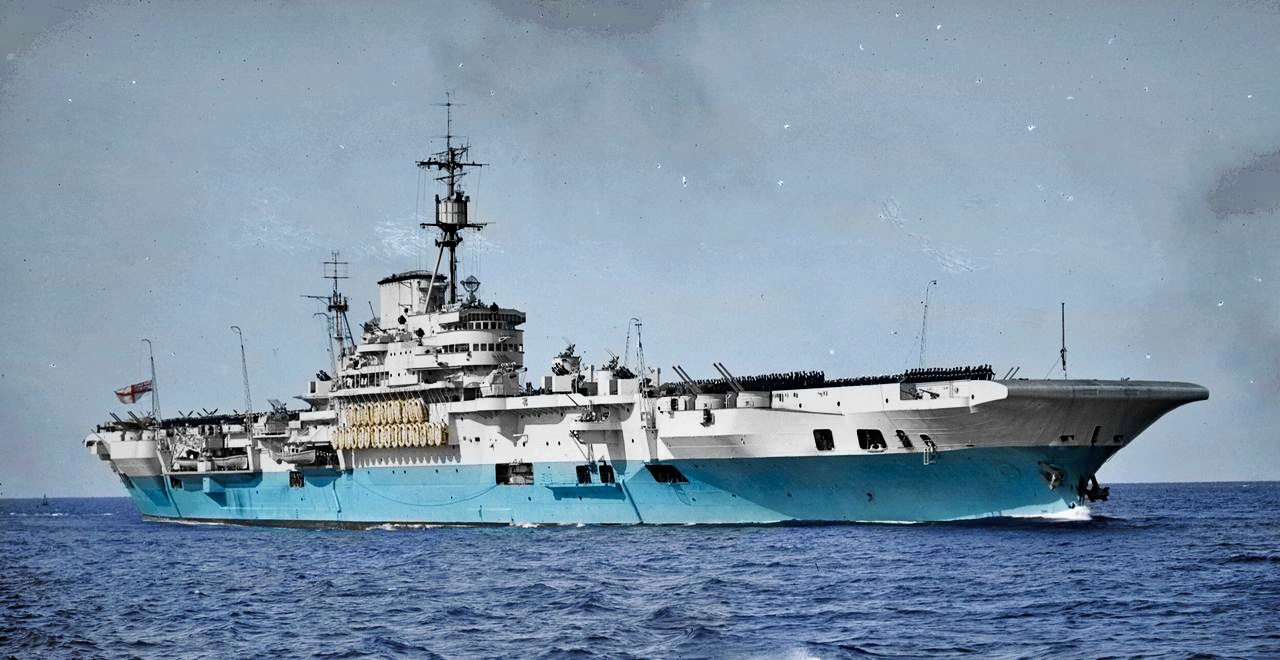
1946年的怨仇號

### 戰後訓練與演習（1946–1950）
1946年1月，怨仇號的艦載機隊重新登艦，並進行飛行訓練，期間第880海軍航空隊解散，由第1790海軍航空隊取代第1771海軍航空隊。
- 1月31日，她成為英國太平洋艦隊（BPF）第二指揮官菲利普·維安海軍中將的旗艦。
- 3月15日，她在雪梨進行改裝至4月29日完工後，將16架租借法案提供的TBF復仇者式轟炸機丟棄入海，以免英國須為其支付費用。
- 5月5日，怨仇號啟航返回英國，6月3日抵達德文波特，維安中將在此降旗。[32]
- 1946年8月，怨仇號成為本土艦隊的艦載機降落訓練航母。
- 9月25日，奧布里·曼塞爾艦長接任指揮。11月7日，她在德文波特與輕型航母復仇號(R71)發生輕微碰撞，造成輕微損傷。
- 1947年2月1日，她與本土艦隊其他艦艇會合，為載喬治六世國王進行南非巡訪的戰艦前卫号战列舰護航。
- 2月7日，怨仇號接待國王及王室成員，並舉辦小型空中表演，隨後伊莉莎白王后向艦員發表講話。完成此次任務後，她前往西非，並於3月7日返抵英國，4月17日進入羅塞斯進行大修。[33]

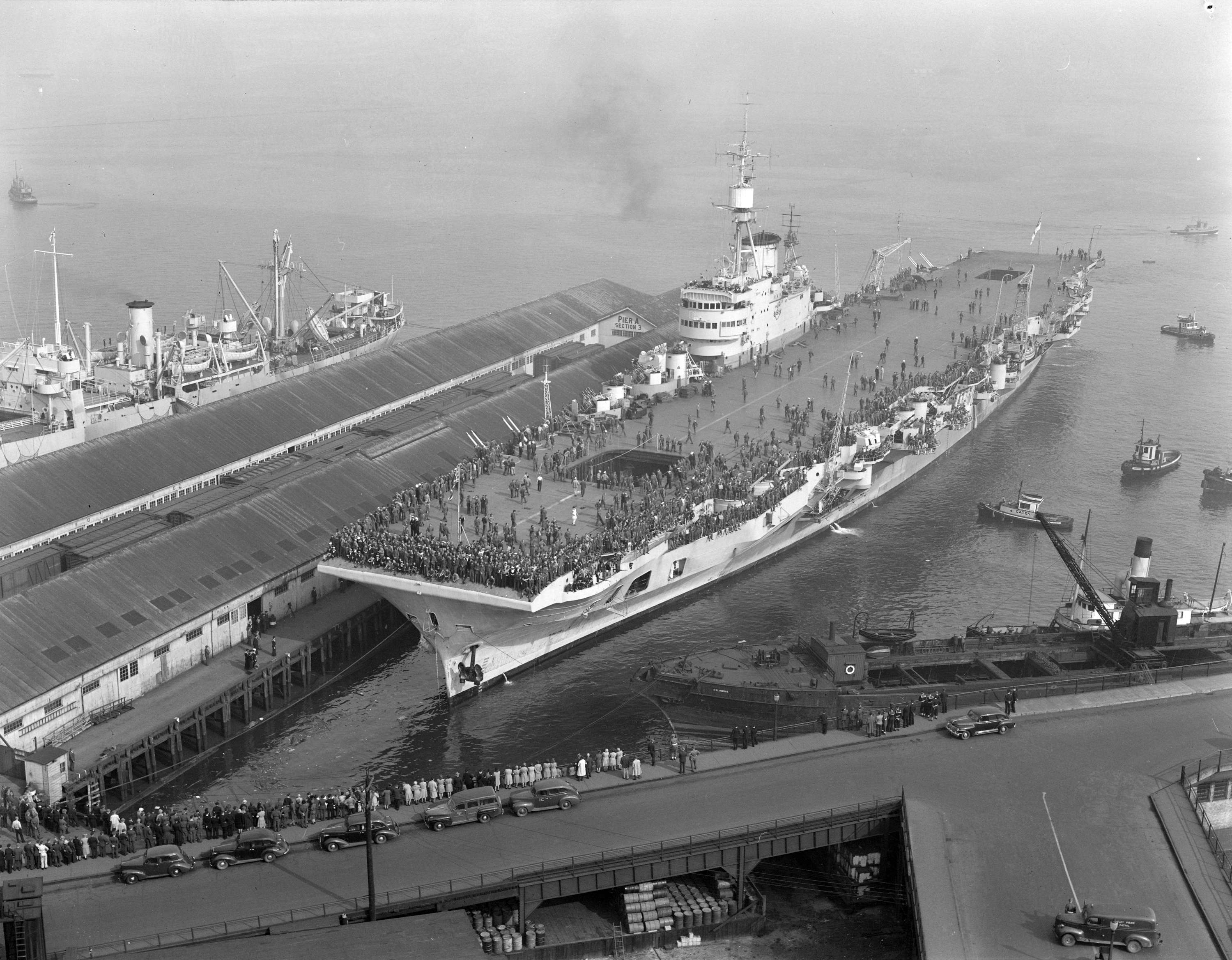
1947年的怨仇號

1947年10月改裝完成後，怨仇號搭載813海軍航空隊的火炬式TF.5魚雷戰鬥機，並恢復訓練。1948年2月9日，約翰·費爾蓋特·史蒂文斯接替曼塞爾。6月至7月，她進行一系列演示，包括英國海軍首度由格羅斯特流星戰鬥機降落於航母、飛龍式攻擊機與短鱘魚式反潛機原型機試飛、螢火蟲式戰機火箭射擊演練，以及魚雷快艇對怨仇號的模擬攻擊。11月10日完成10週的維修後，她恢復艦載機降落訓練。
1949年2月27日，怨仇號啟程前往直布羅陀，801海軍航空隊於3月5日登艦，搭載吸血鬼戰鬥機。3月6日，本土艦隊司令洛德里克·麥格里戈海軍上將登艦並升旗。該艦於6月訪問挪威，接待哈康七世國王，8月19日約旦國王阿卜杜拉一世登艦參觀，10天後英國首相克萊門特·艾德禮亦訪問怨仇號。同年9月至11月，702海軍航空隊搭載7架吸血鬼噴射戰機進行測試。
1950年2月至3月，怨仇號在西地中海進行訓練，4月1日H.W.布里格斯艦長接任。7月，她訪問哥本哈根，7月18日丹麥國王弗雷德里克九世登艦檢閱。9月11日，維安上將旗移交至前衛號戰艦。兩天後，怨仇號被編入預備役，開始改裝為訓練艦。

### 退役與拆解(1952–1955)
- 1952年1月16日，怨仇號重新服役，成為本土艦隊訓練中隊旗艦。[36]
- 2月13日，她抵達多佛，擔任乔治六世國王國葬前後的禮炮艦與守衛艦。此後，她返回地中海與姊妹艦不倦號參與演習。
- 11月16日，怨仇號的船上廚房發生油火，嚴重損壞了電線，不得不將改裝時間延長至 1953年1月20日。[37]
- 1953年6月15日，她於伊莉莎白二世加冕艦隊檢閱中擔任本土艦隊訓練中隊司令官約翰·史蒂文斯中將的旗艦。
- 9月5日，海軍少將H.L.F.亞當斯接任艦長。
- 1953年10月，怨仇號運送阿蓋爾和薩瑟蘭高地兵團第1營至千里達，隨後運送皇家威爾士燧發槍團至牙買加，並於11月11日返回英國。
- 1954年8月19日，忒修斯號(R64)接替她的旗艦職位。[38]
- 1954年9月1日，怨仇號正式退役。
- 1955年10月27日售予湯斯·W·沃德公司，並拖往Gare Loch。該艦於1955年11月開始在英威克丁拆解。[36]

## 航空中隊
| 航空中隊 | 所屬戰機                  | 時間                                                                          | 引用及出處        |
| -------- | ------------------------- | ----------------------------------------------------------------------------- | ----------------- |
| 801中隊  | 海火 L. Mk III 海黃蜂F.20 | 1944年11月8日－12月9日 1945年3月15日－1946年6月3日 1948年3月5日－1950年7月3日 | [ 39 ]            |
| 828中隊  | 梭魚式 II 復仇者 II&III   | 1944年9月23日–12月9日 1945年3月15日–8月25日                                   | [ 40 ] [ 41 ]     |
| 841中隊  | 梭魚式 II                 | 1944年8月30日–10月31日                                                        | [ 42 ]            |
| 880中隊  | 海火 F/L Mk III           | 1944年11月8日–29 日 1945年3月15日–8月25日                                     | [ 43 ]            |
| 1771中隊 | 螢火蟲式 Mk Ⅰ             | 1944年9月22日–12月9日 1945年3月12日–9月13日                                   | [ 44 ]            |
| 887中隊  | 海火 Mk III               | 1944年10月16日–30日                                                           | 轉交給不倦號(R10) |
| 894中隊  | 海火 F. Mk III            | 1944年10月 – 11月21日                                                         | 轉交給不倦號(R10) |
| 1790中隊 | 螢火蟲式 Mk I             | 1946年1月18日 – 6月3日                                                        | [ 47 ]            |
| 813中隊  | 火炬式 TF.5               | 1947年10月 –1950年7月                                                         | [ 48 ]            |
| 815中隊  | 梭魚式 TR.3               | 1950年5月– 6月                                                                | 訓練單位          |
| 702中隊  | 海吸血鬼 F-20             | 1949年9月 – 11月                                                              | 試驗單位          |

## 歷代艦長
- 拉克倫·麥金托什上校(Captain Lachlan Mackintosh), 1943年11月上任
- 查爾斯 休斯-哈萊特(Charles Hughes-Hallett), 1944年11月1日上任
- 奧布里·曼塞爾(Aubrey Mansergh),1946年9月25日上任
- 約翰·費爾蓋特·史蒂文斯(Sir John Felgate Stevens), 1948年2月9日上任
- H.W.布里格斯(Captain H. W. Briggs), 1950年4月1日上任
- 海軍少將H.L.F.亞當斯(H. L. F. Adams), 1952年9月5日上任

### 書目
- Brown, David. . New York: Arco Publishing. 1977. ISBN 0-668-04164-1.
- Brown, J. D. . Annapolis, Maryland: Naval Institute Press. 2009. ISBN 978-1-59114-108-2.
- Campbell, John. . Annapolis, Maryland: Naval Institute Press. 1985. ISBN 0-87021-459-4.
- Chesneau, Roger.  New, Revised. Annapolis, Maryland: Naval Institute Press. 1995. ISBN 0-87021-902-2.
- Chesneau, Roger (编). . Greenwich, UK: Conway Maritime Press. 1980. ISBN 0-85177-146-7.
- Template:Cite Colledge2006
- Friedman, Norman. . Annapolis, Maryland: Naval Institute Press. 1988. ISBN 0-87021-054-8.
- Hobbs, David. . Barnsley, UK: Seaforth Publishing. 2013. ISBN 978-1-84832-138-0.
- Hobbs, David. . Annapolis, Maryland: Naval Institute Press. 2011. ISBN 978-1-59114-044-3.
- Lenton, H. T. . Annapolis, Maryland: Naval Institute Press. 1998. ISBN 1-55750-048-7.
- McCart, Neil. . Cheltenham, UK: Fan Publications. 2000. ISBN 1-901225-04-6.
- Rohwer, Jürgen.  Third Rev. Annapolis, Maryland: Naval Institute Press. 2005. ISBN 1-59114-119-2.
- Sturtivant, Ray. . Tonbridge, UK: Air-Britain (Historians). 1984. ISBN 0-85130-120-7.